# Anton Lesjak
Anton Lesjak, slovenski rimskokatoliški duhovnik, * 18. januar 1857, Stična, † 11. april 1942, Šentjernej.
Lesjak je od 1881 do 1885 študiral teologijo. Po končanem študiju je bil kaplan v Trebnjem, Zagorju ob Savi in na Dobrovi, nato je zasedel mesto župnika v Želimljah (1893-1902), od leta 1902 dale pa v Šentjerneju. Lesjak se je sprva ukvarjal z bibliografijo (seznami del umetnostnega in glasbenega zgodovinarja J. Mantuania), pozneje pa se je ukvarjal z lokalno zgodovino in izdal: Stara božja pot Marije Device v nebo vzete na Dobrovi pri Ljubljani (Lj. 1892); Zgodovina dobrovske fare pri Ljubljani (Lj. 1893) in Zgodovina šentjernejske fare na Dolenjskem (Lj. 1927).